# フリース

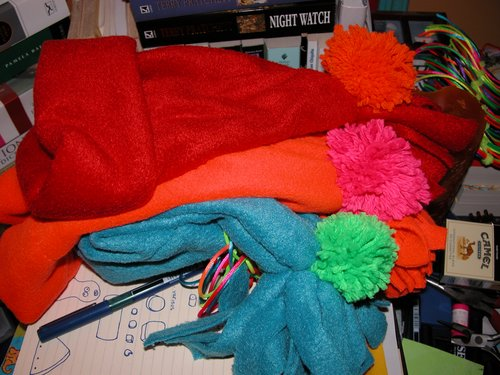
フリースの衣料

フリース（fleece）とは、ポリエチレンテレフタラート（PET、ポリエステルの一種）で作られた柔らかい起毛仕上げの繊維素材である。
1979年にモールデンミルズ (Malden Mills) 社によって開発され、同社の商標である「ポーラテック（Polatec）」が最も知られている。
フリースの原義は、1頭のヒツジから刈り取られた1つながりの羊毛を意味するが、現在は化学繊維製のものを指すことが多い。

## 特徴
「保温性が高い」「速乾性がある」「軽量」「簡単に洗濯できる」「肌触りが柔らかい」「安価」などの利点を持つ一方で、重ね着の組み合わせによっては「静電気がおきやすい」「火花によって簡単に穴が空く」「洗濯による毛玉（ピリング）ができやすい」といった短所も持つ。
毛羽立ってしまったフリースは表面フラッシュ現象によりコンロやマッチ、ライター等の火花が服に燃え移りやすいとの指摘もあるが、素材にPETではなく、コーネックス等（メタ系アラミド繊維）を用いた難燃フリースも開発されている。

## 材料
同じくPETを使っているペットボトルの消費とリサイクル率の増加とともに、ペットボトルを再生して作った製品が近年増えてきた。現在は、比較的高額な一部のブランド（パタゴニア等）を除き、リサイクル素材ではなく石油から繊維を製造している場合が多い。

## Polartec
モールデン・ミルズ社によって開発されたフリース生地であるポーラテックは吸湿性、保温性、軽量で極めて優秀な生地であるが、不織布であるから機械洗濯をすると毛玉ができたり目が詰まってフエルト状になる。これはウールに対する配慮と同じ。酵素入り洗剤溶液に数分放置または押洗で充分。これで初期の柔軟性が維持できる。最近の洗剤にはたいてい酵素が入っている。酵素活性はメーカーによって大差がある。
吸湿性抜群で冬だけでなく夏の肌着やスポーツ着にも好適だが、この高機能の故に保存容器には注意する必要がある。たとえば、防虫剤などが残留している衣類箱やポリ袋に保管すると微量の防虫剤を吸着するので皮膚炎症の原因ともなる。高機能素材ゆえの注意である。特に乳幼児用の高機能フリースの保存にはそれなりの注意が必要。皮膚の敏感な女性も同じである。袋や衣類箱使用には注意。
高機能素材の特性を享受するためには、その特徴を理解した対応が必要。

## 歴史
登山用として限られたシーンに向けて流通していたフリースであったが、日本では1994年にユニクロがカジュアルウェアとして販売した。フリースの大ヒットによりユニクロは大きく躍進することとなった。
モールデン・ミルズ社は2001年の倒産後にヴェルサ・キャピタル（Versa Capital）が買収し、主力製品であったポーラテックを社名に変更して再建された。